# Neopalpa donaldtrumpi
Neopalpa donaldtrumpi je druh nočního motýla rodu Neopalpa z čeledi makadlovkovitých. Vyskytuje se v Jižní Kalifornii a na severu Mexika. Poprvé byl popsán v roce 2017 kanadským biologem Vazrickem Nazarim. Pro své žlutobílé chloupky na hlavě, připomínající účes Donalda Trumpa, nese jeho jméno. Nazari uvedl, že chtěl „poukázat na potřebu chránit zranitelná území, jež jsou domovem mnoha dosud nepopsaných druhů.“

## Objevení
Rod Neopalpa, dále obsahující druh Neopalpa neonata, byl poprvé popsán českým entomologem Daliborem Povolným v roce 1998. Téměř po dvou desetiletích Nazari procházel materiály obsahující exempláře, které byly sesbírány od prvního popsání rodu z Bohartova muzea entomologie. Došel k závěru, že některé z těchto exemplářů tvoří nový druh. V lednu 2017 uveřejnil článek zakládající tento druh jako Neopalpa donaldtrumpi.

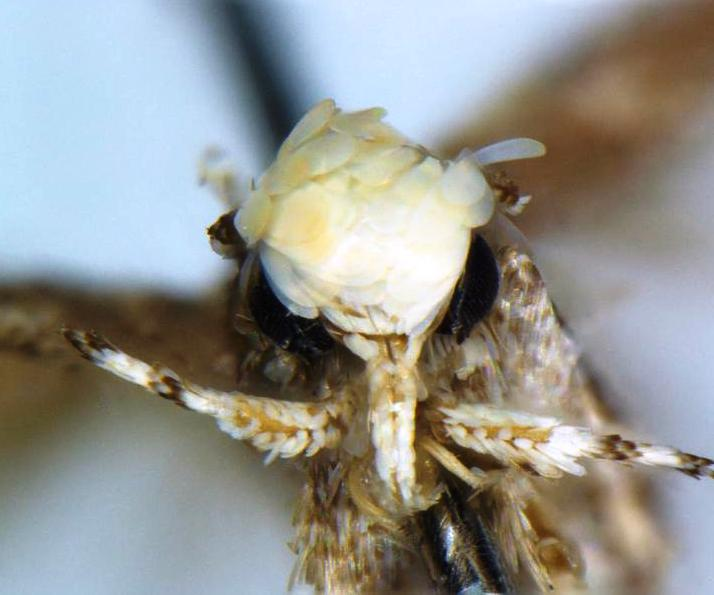
Detail hlavy N. donaldtrumpi

## Popis
Vrchní povrch předních křídel N. donaldtrumpi je oranžovo-žlutý s výjimkou tmavohnědých skvrn na hranách a vnitřních částech křídla. Vzdálenost mezi předními křídly činí 3–4,6 mm. Zadní křídla jsou světle béžová s tmavými okraji. Zbarvení je podobné u samců i samic. Tykadla má dlouhá zhruba dvě třetiny rozpětí křídel a hlava je pokryta žlutobílými chloupky.

## Výskyt
Ačkoliv se blízce příbuzný N. neonata vyskytuje po většině území Kalifornie, Baja California a severovýchodního Mexika, jedinci druhu N. donaldtrumpi se prozatím vždy nalezli v severní polovině Baja California a okresech Riverside a Imperial v jižní Kalifornii.

## Život
Neopalpa donaldtrumpi náleží do řádu makadlovkovitých, kteří jsou známí pro svou tendenci k otáčení se na listech. Tento motýl se nejspíše vyskytuje po celý rok, ale jeho hostitelská rostlina ani délka života nejsou známy. N. donaldtrumpi je ohrožen ztrátou životního prostředí na úkor městské zástavby – urbanizací.